# ジョアン・ゼフェリーノ・ダ・コスタ
ジョアン・ゼフェリーノ・ダ・コスタ（João Zeferino da Costa、1840年8月25日 - 1915年8月24日）はブラジルの画家である。 

## 略歴
リオデジャネイロで生まれた。1857年からブラジル帝国美術アカデミー（Academia Imperial de Belas Artes）でビクトル・メイレレス(Victor Meirelles)に学んだ 。アカデミーでいくつかの賞を得て、ヨーロッパ留学の奨学金を得た。1869年にローマに留学し、アカデミア・ディ・サン・ルカでチェーザレ・マリアーニに学んだ。3年間、ローマで修行し、さらにいくつかの賞を得て、留学期間の延長が許された。この間、ダ・コスタの代表作が制作された。

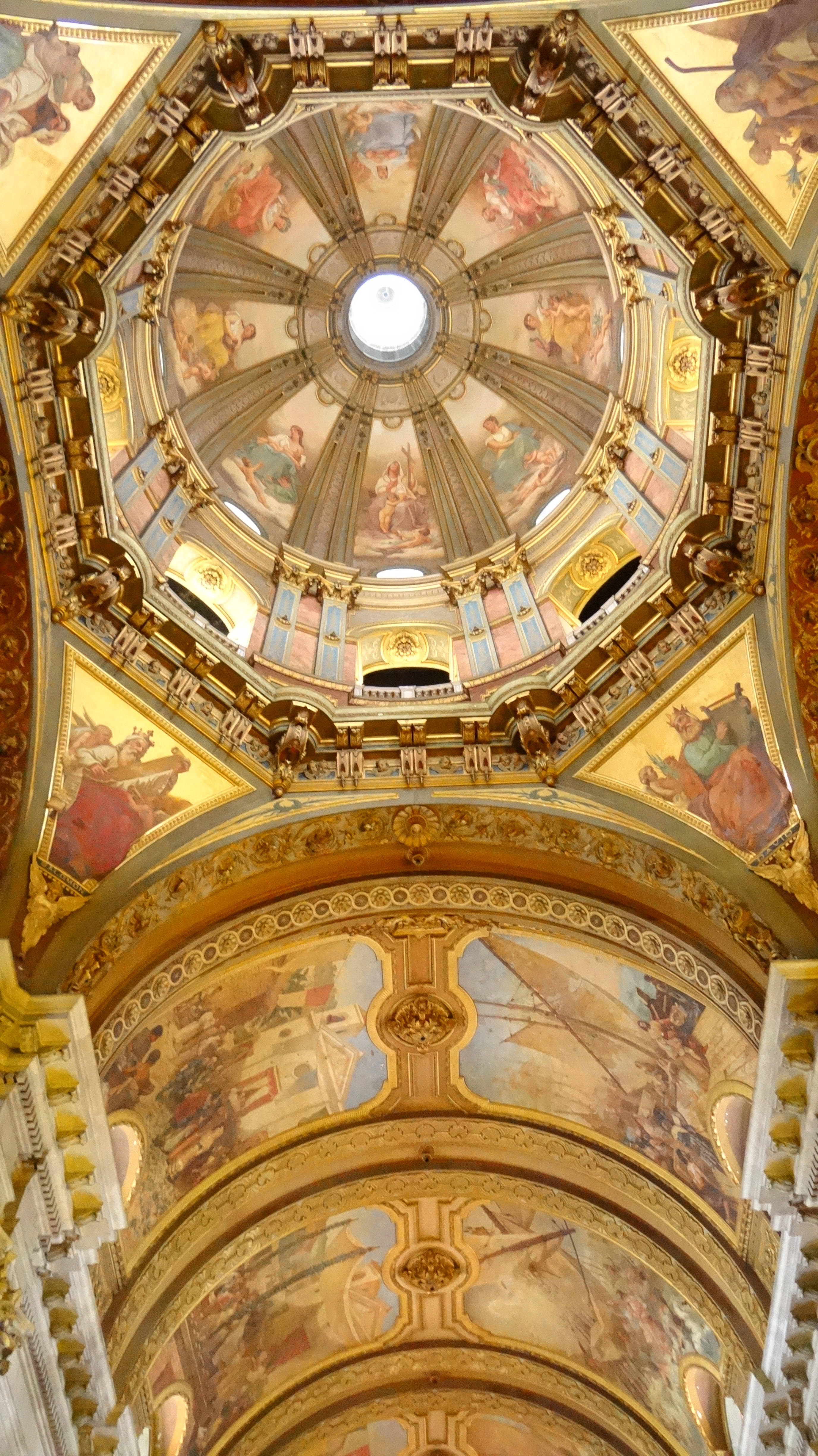
カンデラリア教会の装飾画

1877年にブラジルに帰国し、しばらくブラジル帝国美術アカデミーでメイレリスの代行をし、国立美術高等学校(Escola Nacional de Belas Artes)の講師を務めた 。ダ・コスタの教えた学生にはロドルフォ・アモエド、エンリケ・ベルナルデリ、ルシリョ・デ・アルブケルケ、ジョヴァンニ・バッティスタ・カスタニェートがいる。
1880年にブラジル皇帝ペドロ2世にリオデジャネイロのカンデラリア教会の壁画の制作を命じられた。ヨーロッパを旅し構想をねって、学生たちと壁画を制作した。
1890年に国立美術高等学校の副校長になった。

## 作品

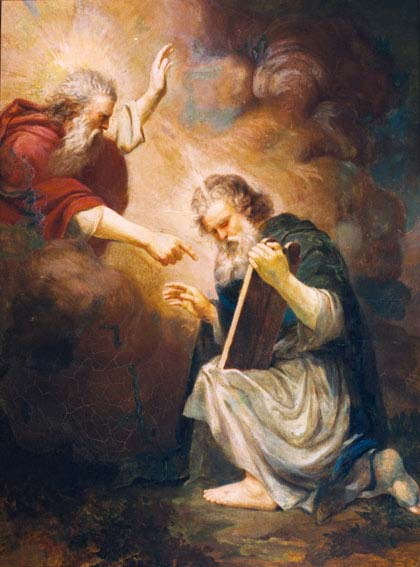
「律法を受けるモーゼ」 (1868)
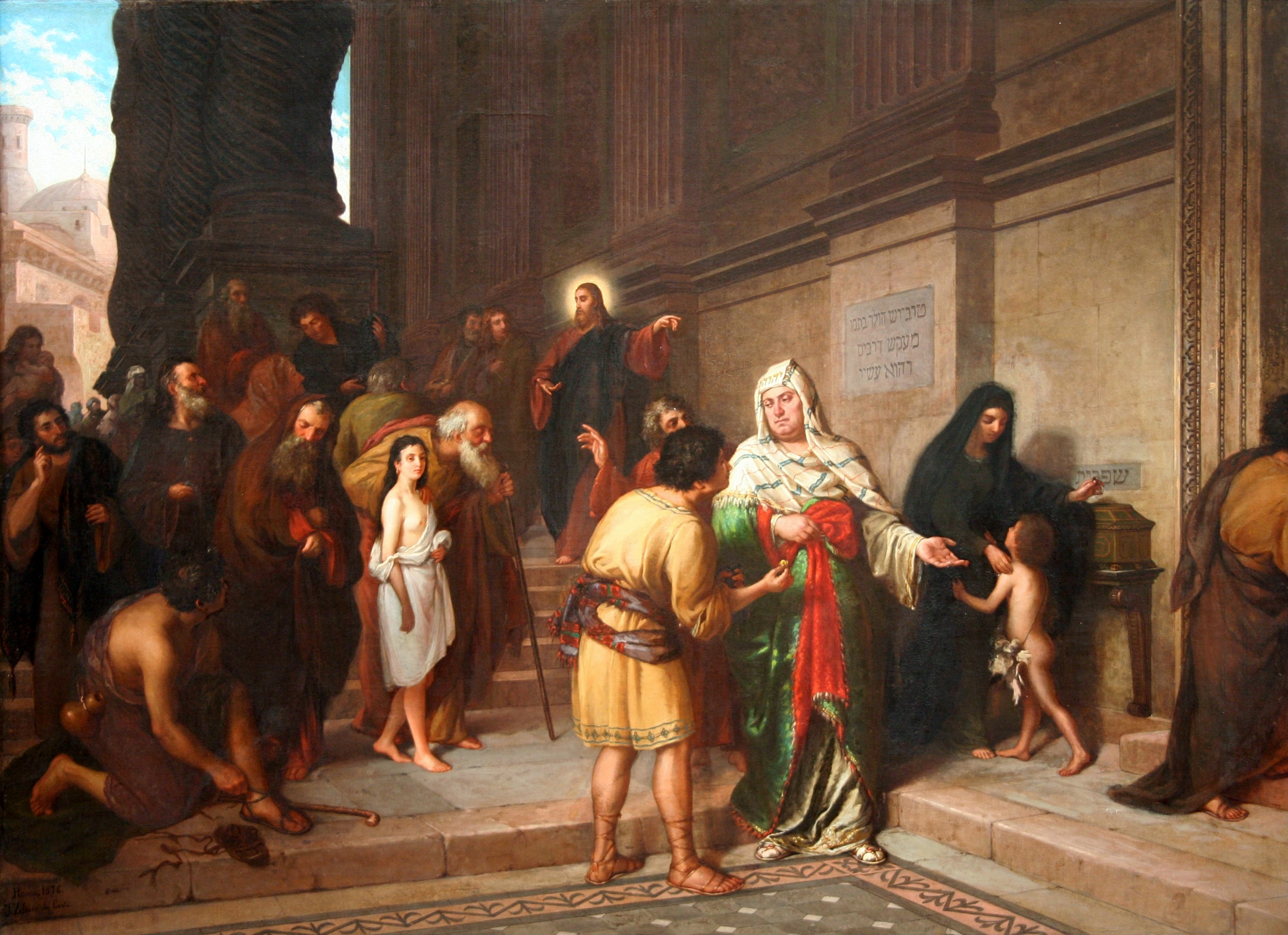
"The widow's mite" (1876)]
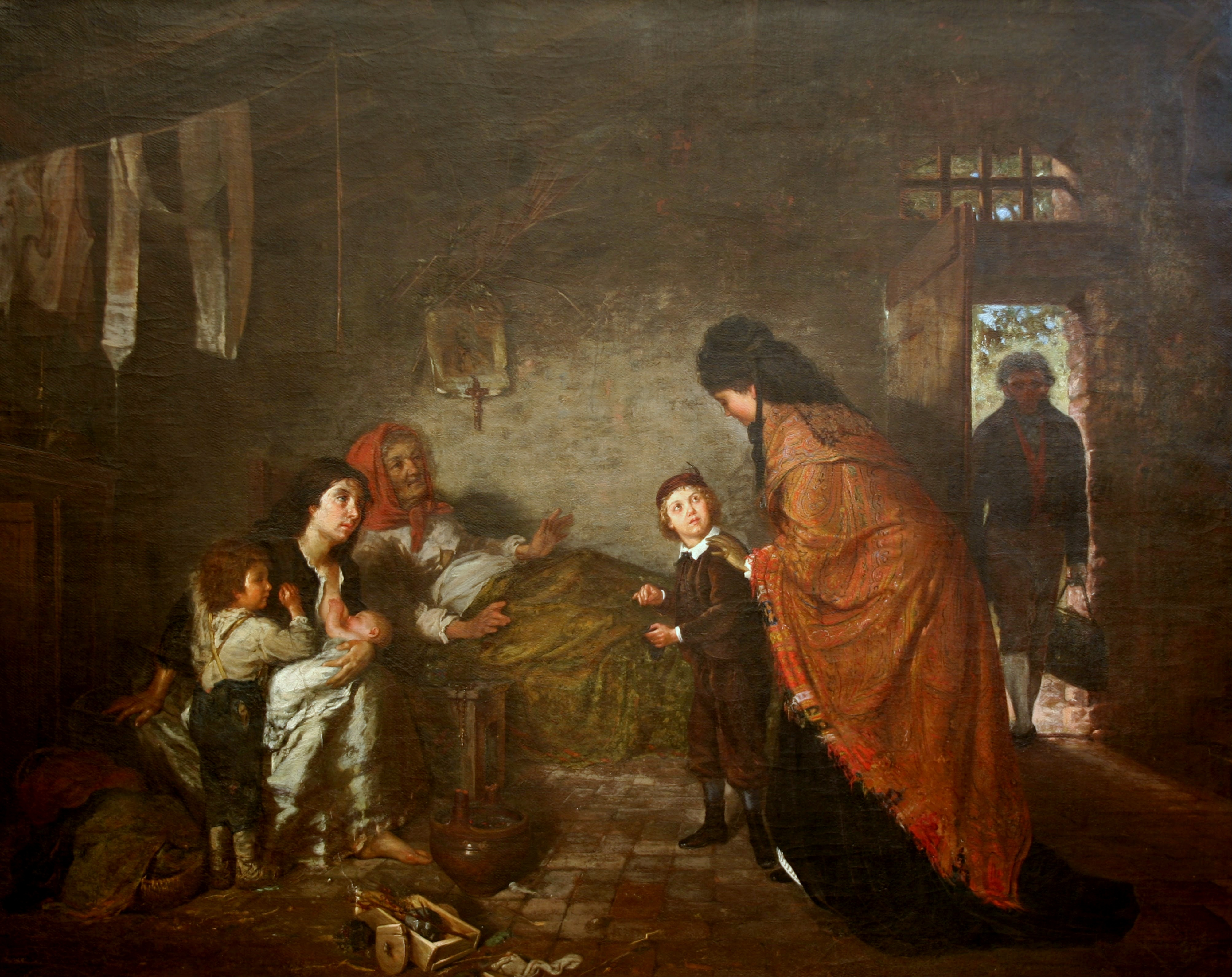
「施し」(1872)

## 関連文献
- Alfredo Galvão, João Zeferino da Costa, sua vida de estudante e a de professor, University of Texas (1973)